# Узунтала (Грузия)
Узунтала (груз. უზუნთალა) — село в Грузии, в муниципалитете Лагодехи края Кахетия.

## География
Село расположено в восточной части края, в 15 километрах по прямой к северо-западу от центра муниципалитета Лагодехи. Высота центра — 370 метров над уровнем моря.

## Население
По данным переписи населения 2014 года, в селе проживало 1786 человек.
| Год  | Население | Мужчины | Женщины |
| ---- | --------- | ------- | ------- |
| 2002 | 2333      | 1177    | 1156    |
| 2014 | 1786      | 897     | 889     |